# Trpasličí eliptická galaxie ve Střelci
Trpasličí eliptická galaxie ve Střelci (anglicky Sagittarius Dwarf Elliptical Galaxy, zkracováno jako Sgr dE nebo Sag DEG) je trpasličí galaxie typu eliptická a jeden z nejbližších souputníků Mléčné dráhy. Nachází se v souhvězdí Střelce a je vzdálena přibližně 65 000 světelných let od Země.

## Objev
Galaxie byla objevena v roce 1994 astronomickým týmem vedeným Rodrigem Ibatou. Tento objev byl založen na analýze dat, která odhalila koncentraci hvězd typu K a M v galaktickém halo. V době svého objevu byla považována za nejbližší známou galaxii, ale později ji z této pozice nahradila Trpasličí galaxie Velký pes (Canis Major Dwarf), objevená roku 2003.

## Vlastnosti
Trpasličí eliptická galaxie ve Střelci má průměr přibližně 10 000 světelných let a hmotnost kolem 4×10^8 hmotností Slunce. Většinu jejích hvězd tvoří populace II, stará zhruba 10 miliard let, s velmi nízkou metalicitou [Fe/H] přibližně −1,6. Galaxie postrádá mezihvězdný plyn a má velmi nízkou plošnou jasnost, což ztěžuje její pozorování.

## Pohyb a interakce s Mléčnou dráhou
Tato galaxie obíhá jádro Mléčné dráhy zhruba po polární dráze a je postupně pohlcována. Numerické simulace naznačují, že již několikrát prošla galaktickým diskem a přitom vznikly rozsáhlé hvězdné proudy (tzv. Sagittarius Stream), které obepínají naši Galaxii. Některé studie navíc tvrdí, že opakované srážky této trpasličí galaxie s Mléčnou dráhou spustily epizody intenzivní hvězdotvorby a významně ovlivnily podobu jejích spirálních ramen.

## Kulové hvězdokupy
V této galaxii se nachází několik kulových hvězdokup, například Messier 54 v jejím jádru nebo Terzan 7, Terzan 8 či Arp 2. Dříve byla známá pouze malá skupina hvězdokup, ale novější studie (např. Minniti 2021) naznačují, že jich může být přes dvacet. Jejich chemické složení a stáří pomáhají zkoumat historii formování hvězd.

## Poznámka o záměně
Důležité je nezaměňovat trpasličí eliptickou galaxii ve Střelci (Sgr dSph) s jiným objektem, kterým je Trpasličí nepravidelná galaxie ve Střelci (Sgr DIG). Zatímco Sgr dSph je satelit Mléčné dráhy asi 65 000 ly daleko, Sgr DIG je izolovaná nepravidelná galaxie ve vzdálenosti zhruba 3,4 milionu světelných let.

## Význam
Trpasličí eliptická galaxie ve Střelci představuje důležitý příklad galaktického kanibalismu. Dlouhodobý proces pohlcování Mléčnou dráhou ukazuje, jak se větší galaxie rozrůstají pohlcováním menších satelitů. Sledování hvězdných proudů a narušených struktur navíc pomáhá odhalit, jak se vyvíjejí spirální galaxie.